# Гравитационный радиус
Гравитацио́нный ра́диус (или ра́диус Шва́рцшильда) представляет собой характерный радиус, определённый для любого физического тела, обладающего массой: это радиус сферы, на которой находился бы горизонт событий, создаваемый этой массой (с точки зрения ОТО), если бы она была распределена сферически симметрично, была бы неподвижной (в частности, не вращалась, но радиальные движения допустимы) и целиком лежала бы внутри этой сферы. Введён в научный обиход немецким учёным Карлом Шварцшильдом в 1916 году.

## Величина
Гравитационный радиус пропорционален массе тела M и равен {\displaystyle r_{\text{g}}=2GM/c^{2},} где G — гравитационная постоянная, с — скорость света в вакууме. Это выражение можно переписать как rg ≈ 1,48·10−27 · (M / 1 кг) м. Для астрофизиков удобной является запись rg ≈ 2,95 · (M / M⊙) км, где M⊙ — масса Солнца.
При переходе к планковскому масштабу {\displaystyle \ell _{\text{P}}={\sqrt {(G/c^{3})\,\hbar }}} ≈ 10−35 м, удобной является запись в форме {\displaystyle r_{\text{g}}=2\,(G/c^{3})Mc}, (см. также виртуальная чёрная дыра).

## Свойства
По величине гравитационный радиус совпадает с радиусом сферически-симметричного тела, для которого в классической механике вторая космическая скорость на поверхности была бы равна скорости света. Данный факт не случаен, он является следствием того, что классическая механика и ньютоновская теория тяготения содержатся в общей теории относительности как её предельный случай. На важность этой величины впервые обратил внимание Джон Мичелл в своём письме к Генри Кавендишу, опубликованном в 1784 году. В рамках общей теории относительности гравитационный радиус (в других координатах) впервые вычислил в 1916 году Карл Шварцшильд (см. метрика Шварцшильда).
Гравитационный радиус обычных астрофизических объектов ничтожно мал по сравнению с их действительным размером: так, для Земли rg ≈ 0,887 см, для Солнца rg ≈ 2,95 км. Исключение составляют нейтронные звёзды и гипотетические бозонные и кварковые звёзды. Например, для типичной нейтронной звезды радиус Шварцшильда составляет около 1/3 от её собственного радиуса. Это обусловливает важность эффектов общей теории относительности при изучении таких объектов. Гравитационный радиус объекта с массой наблюдаемой вселенной был бы равен примерно 10 миллиардам световых лет.
С достаточно массивными звёздами (как показывает расчёт, с массой больше двух-трёх солнечных масс) в конце их эволюции может происходить процесс, называемый релятивистским гравитационным коллапсом: если, исчерпав ядерное «горючее», звезда не взрывается и не теряет массу, то, испытывая релятивистский гравитационный коллапс, она может сжаться до размеров гравитационного радиуса. При гравитационном коллапсе звезды до сферы {\displaystyle r_{\text{g}}}наружу не может выходить никакое излучение, никакие частицы. С точки зрения внешнего наблюдателя, находящегося далеко от звезды, с приближением размеров звезды к {\displaystyle r_{\text{g}}} собственное время частиц звезды неограниченно замедляет темп своего течения. Поэтому для такого наблюдателя радиус коллапсирующей звезды приближается к гравитационному радиусу асимптотически, никогда не становясь равным ему. Но можно, однако, указать момент, начиная с которого внешний наблюдатель уже не будет видеть звезду и не сможет узнать какую-либо информацию относительно неё. Так что с этого момента вся информация, содержащаяся в звезде, фактически будет потеряна для внешнего наблюдателя.
Физическое тело, испытавшее гравитационный коллапс и достигшее гравитационного радиуса, называется чёрной дырой. Сфера радиуса rg совпадает с горизонтом событий невращающейся чёрной дыры. Для вращающейся чёрной дыры горизонт событий имеет форму эллипсоида, и гравитационный радиус даёт оценку его размеров. Радиус Шварцшильда для сверхмассивной чёрной дыры в центре нашей Галактики равен примерно 16 миллионам километров.
Шварцшильдовский радиус объекта, имеющего спутники, во многих случаях может быть измерен с гораздо более высокой точностью, чем масса этого объекта. Этот несколько парадоксальный факт связан с тем, что при переходе от измеренных периода обращения спутника T и большой полуоси его орбиты a (эти величины можно измерить с очень высокой точностью) к массе центрального тела M необходимо разделить гравитационный параметр объекта μ = GM = 4π2a3/T2  на гравитационную постоянную G, которая известна с гораздо худшей точностью (примерно 1 к 7000 на 2018 год), чем точность большинства других фундаментальных констант. В то же время шварцшильдовский радиус равен, с точностью до коэффициента 2/с2, гравитационному параметру объекта:
{\displaystyle r_{\text{g}}={\frac {2GM}{c^{2}}}={\frac {2\mu }{c^{2}}}\ ,}
причём скорость света c в настоящее время является по определению абсолютно точным переходным коэффициентом, поэтому относительные погрешности измерения гравитационного параметра и гравитационного радиуса равны друг другу. 
Так, например, упомянутый выше шварцшильдовский радиус Солнца равен
{\displaystyle r_{{\text{g}}\odot }={\frac {2GM_{\odot }}{c^{2}}}={\frac {2\mu _{\odot }}{c^{2}}}=2{,}953\,250\,077(2)\ {\text{км}}} с относительной погрешностью 8·10−11, тогда как масса Солнца 1,988 744(93)·1030 кг известна лишь с относительной погрешностью 4,7·10−5.
Аналогично, шварцшильдовский радиус Земли равен
{\displaystyle r_{{\text{g}}\oplus }={\frac {2GM_{\oplus }}{c^{2}}}={\frac {2\mu _{\oplus }}{c^{2}}}=8{,}870\,056\,078(18)\ {\text{мм}}} с относительной погрешностью 2·10−9, тогда как масса Земли 5,973 236(28)·1024 кг известна лишь с относительной погрешностью 4,7·10−5.